# Archaeogastropoda
Ordre
Les Archaeogastropoda sont un ordre de mollusques gastéropodes.
L'ordre des Archaeogastropoda a été créé par Johannes Thiele (1860-1935). Il est désormais considéré comme obsolète car paraphylétique par la plupart des taxinomistes.

## Liste des familles
Selon ITIS (21 octobre 2014) :
- Addisoniidae Dall, 1882
- Calliostomatidae
- Haliotididae Rafinesque, 1815
- Orbitestellidae Iredale, 1917
- Phasianellidae Swainson, 1840
- Pleurotomariidae Swainson, 1840
- Pseudococculinidae
- Scissurellidae Gray, 1847
- Seguenziidae
- Skeneidae Clark, 1851
- Titiscaniidae Bergh, 1890
- Trochaclididae
- Trochidae Rafinesque, 1815
- Turbinidae Rafinesque, 1815

## Liste des super-familles
- Cocculinoidea
- Fissurelloidea
- Helicinoidea
- Hydrocenoidea
- Lepetelloidea
- Lepetodriloidea
- Neomphaloidea
- Neritoidea
- Patelloidea
- Pleurotomarioidea Swainson, 1840
- Seguenzioidea
- Trochacea